# أم الطوب
أم الطوب، مدينة و بلدية تابعة إقليميا إلى دائرة سكيكدة ولاية سكيكدة الجزائرية.

## الموقع الجغرافي
يحد أم الطوب كل من:
- شمالا:تمالوس. بين الويدان
- جنوبا:بنى والبان
- شرقا:سيدي مزغيش
- غربا:عين قشرة والسطارة

## أحياءحي  و قرى البلدية
- حي ساحة الشهداء

شارع مسعود بوجريو 
حي مسعود بوجريو
شارع الاستقلال 
حي اول نوفمبر 
شارع اول نوفمبر 
شارع عبد الرحمان العبزة 
حي بوبلوطة 
- حي الضريف خمار

دوار بني غسدون
٠ قرية ولاد سليمان. 
.قرية القلعه. 
.قريه سوق الحد. 
قرية سبالك. 
.قرية تاغوزاء. 
.قرية بوالشوك. 
قرية بوطمينه. 
قرية سيدي قمبر. 
قرية مزديوة. 

## المنشآت القاعدية
أم الطوب هي من أبعد بلديات سكيكدة عن مختلف شواطئ الولاية، ولعل من أكبر ما يعاينه سكانها على الإطلاق هو عناء السفر باعتبارها من أبعد النقاط عن جميع المدن الأساسية، يُضاف إلى ذلك سوءالطرقات التي في كل مرة تتم محاولة تحسينها

## وصلات أخرى

### وصلات داخلية
- دائرة أم الطوب